# CUBRID
CUBRID es un sistema de gestión de bases de datos relacionales (SGBD) desarrollado por Search Solution Co. Ltd. (Busca Soluciones Co. Ltd.), Corea. El motor SGBD utiliza la Licencia Pública General de GNU versión 2 (GPLv2), y su interfaz es un software de código abierto con licencia de Berkeley Software Distribution (BSD). El sistema SGDB es compatible con los estándares SQL definidos por la Organización Internacional de Normalización (ISO). 

## Información de licencia del producto
CUBRID adoptó una licencia de código abierto. El motor de su servidor utiliza una licencia GPLv2 o posterior, y el administrador de CUBRID, que es una herramienta GUI, utiliza la licencia BSD, utilizada también para interfaces de programación de aplicaciones (API). Las API utilizan la licencia BSD, por lo que los proveedores pueden desarrollar y distribuir libremente aplicaciones basadas en CUBRID.

## Lenguaje y plataformas compatibles
- El servidor y la biblioteca oficial de CUBRID se desarrollaron en C o en C++, mientras que el administrador de CUBRID, una herramienta GUI, se desarrolló en Java.
- CUBRID es compatible con los sistemas operativos Linux y Windows, y ofrece API como JDBC, PHP, ODBC, C-API, Ruby y Python.
- El CSQL puede funcionar como herramienta de líneas de comando en la ejecución de SQL, y el administrador de CUBRID puede utilizarse como una herramienta GUI.